# Batorasang
Batorasang is een bestuurslaag in het regentschap Sampang van de provincie Oost-Java, Indonesië. Batorasang telt 5144 inwoners (volkstelling 2010).